# Primera División de baloncesto 1958-59
La temporada 1958-59 de la Liga Española de Baloncesto fue la tercera edición de dicha competición. Pasó de diez a doce equipos, el ganador disputaría al año siguiente la Copa de Europa, mientras que los tres últimos jugarían una promoción de descenso. La liga amplió además las regiones españolas representadas, con equipos de Zaragoza y Bilbao. Comenzó el 7 de diciembre de 1958 y finalizó el 8 de marzo de 1959. El campeón fue por primera vez el CF Barcelona.

## Equipos participantes
| Equipo               | Sede      |
| -------------------- | --------- |
| CF Barcelona         | Barcelona |
| Real Madrid CF       | Madrid    |
| Club Juventud        | Badalona  |
| CB Orillo Verde      | Sabadell  |
| CB Aismalíbar        | Moncada   |
| CB Estudiantes       | Madrid    |
| RCD Español          | Barcelona |
| CD Hesperia          | Madrid    |
| CD Iberia            | Zaragoza  |
| CD La Salle Josepets | Barcelona |
| Club Águilas         | Bilbao    |
| Canoe NC             | Madrid    |

## Clasificación
| Pos. | Equipo            | Pts. | PJ | G  | E | P  | GF   | GC   | Dif. | Clasificación o descenso           |
| ---- | ----------------- | ---- | -- | -- | - | -- | ---- | ---- | ---- | ---------------------------------- |
| 1    | Barcelona (C)     | 60   | 22 | 20 | 0 | 2  | 1313 | 1102 | +211 | Clasificado para la Copa de Europa |
| 2    | Real Madrid       | 57   | 22 | 19 | 0 | 3  | 1365 | 1113 | +252 |                                    |
| 3    | Juventud          | 51   | 22 | 17 | 0 | 5  | 1231 | 1009 | +222 |                                    |
| 4    | CB Orillo Verde   | 42   | 22 | 14 | 0 | 8  | 1221 | 1065 | +156 |                                    |
| 5    | Aismalíbar        | 39   | 22 | 13 | 0 | 9  | 1135 | 1050 | +85  |                                    |
| 6    | Estudiantes       | 38   | 22 | 12 | 2 | 8  | 1141 | 1115 | +26  |                                    |
| 7    | Español           | 27   | 22 | 9  | 0 | 13 | 1177 | 1258 | −81  |                                    |
| 8    | Hesperia          | 25   | 22 | 8  | 1 | 13 | 1310 | 1228 | +82  |                                    |
| 9    | Iberia            | 24   | 22 | 8  | 0 | 14 | 1089 | 1258 | −169 |                                    |
| 10   | La Salle Josepets | 14   | 22 | 4  | 2 | 16 | 1082 | 1251 | −169 | Promoción de descenso              |
| 11   | Águilas           | 9    | 22 | 3  | 0 | 19 | 1014 | 1325 | −311 | Promoción de descenso              |
| 12   | Real Canoe        | 7    | 22 | 2  | 1 | 19 | 1019 | 1323 | −304 | Promoción de descenso              |

 Fuente: Linguasport
| Campeón 1958–59 |
| --------------- |
| Barcelona       |

## Promoción de descenso
| Equipo 1   | Series | Equipo 2          | 1.er partido | 2.º partido | 3.er partido |
| ---------- | ------ | ----------------- | ------------ | ----------- | ------------ |
| Montgat    | 2–0    | La Salle Josepets | 48–40        | 40–39       | 0            |
| Helios     | 2–0    | Águilas           | 63–48        | 59–53       | 0            |
| Real Canoe | 2–0    | Fiesta Alegre     | 47–33        | 69–57       | 0            |

## Máximos anotadores
| Pos. | Nombre             | Equipo          | Puntos |
| ---- | ------------------ | --------------- | ------ |
| 1.   | Juan Ramón Báez    | Real Madrid     | 445    |
| 2.   | Emiliano Rodríguez | CB Aismalíbar   | 381    |
| 3.   | Peter Reimer       | RCD Español     | 359    |
| 4.   | Alfonso Martínez   | CF Barcelona    | 349    |
| 5.   | José María Soro    | CB Orillo Verde | 332    |